# Dmitry Utkin

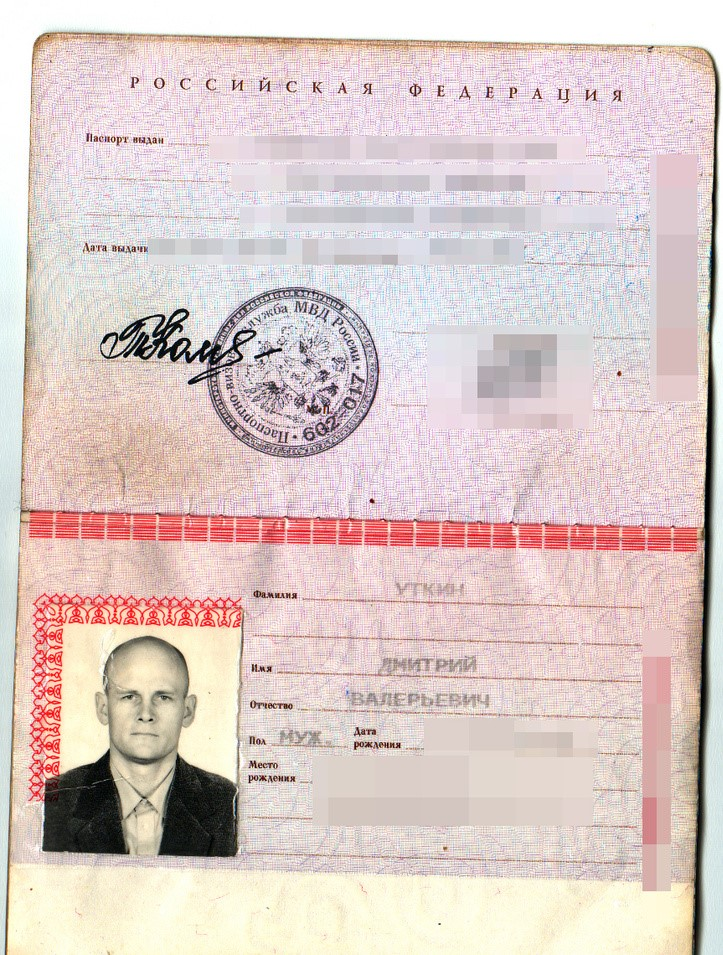

Dmitry Valerievich Utkin (em russo:  Дмитрий Валерьевич Уткин; Asbest, 11 de junho de 1970 – Oblast de Tver, 23 de agosto de 2023) foi um oficial das forças especiais do Departamento Central de Inteligência russo, onde serviu como tenente-coronel. Ele foi acusado de ter fundado o Grupo Wagner, com seu próprio indicativo de chamada sendo Wagner. Utkin foi condecorado com quatro Ordens de Coragem da Rússia.

## Vida pessoal
Utkin nasceu em 11 de junho de 1970, na vila de Smoline, Quirovogrado, da República Socialista Soviética da Ucrânia. Ele era casado com Elena Shcherbinina, mas eles se separaram no início dos anos 2000.

## Ideologia política
Membros do Grupo Wagner relataram que Utkin é um Rodnover, um crente da fé nativa eslava. Utkin foi acusado pelo jornal online Meduza, com sede na Letônia, de ter simpatia pela Alemanha nazista, e acreditado pela companhia britânica NationalWorld ser um neonazista por causa das imagens que surgiram em 2021, supostamente mostrando Utkin com uma aba de colarinho Waffen-SS e tatuagens de águia Reichsadler no pescoço e no peito. No entanto, alega-se que o grupo Wagner não é ideologicamente orientado, mas sim uma rede de mercenários "ligados ao estado de segurança russo".

## Carreira militar

### Rússia e Corpo Eslavo
Utkin serviu como comandante do 700º Destacamento Especial Separado da 2ª Brigada Especial Separada da Diretoria Principal do Estado-Maior das Forças Armadas da Federação Russa, estacionado em Pechory, Oblast de Pskov, até 2013. Depois de se aposentar, ele se juntou ao Corpo Eslavo, lutando ao lado do presidente sírio Bashar al-Assad durante a guerra civil em 2013, mas retornou a Moscou em outubro.

### Grupo Wagner
Quase imediatamente após retornar à Rússia, Utkin teria criado seu próprio grupo mercenário. Utkin, que supostamente tem uma paixão pela história do Terceiro Reich, tinha o indicativo Wagner, supostamente em homenagem a Richard Wagner. Utkin e seu "Grupo Wagner", bem como vários veteranos do Corpo Eslavo, foram vistos tanto na Crimeia em fevereiro de 2014 quanto em Donbas, onde lutaram pelos separatistas pró-Rússia durante a Guerra Russo-Ucraniana. O Gazeta.ru informa que Utkin e seus homens poderiam estar envolvidos no assassinato de vários comandantes de campo da autoproclamada República Popular de Luhansk. O jornal turco Yeni Şafak informou que Utkin era possivelmente um testa de ferro para a empresa, enquanto o verdadeiro chefe de Wagner era outra pessoa.
Utkin foi visto no Kremlin durante a celebração do Dia dos Heróis da Pátria em 9 de dezembro de 2016. Ele participou da celebração como laureado de quatro Ordens de Coragem, e foi fotografado com o Presidente da Rússia, Vladimir Putin. Dmitry Peskov, o secretário de imprensa do presidente russo, admitiu que Utkin estava de fato entre os convidados, mas não comentou sua conexão com os mercenários.
Em 13 de dezembro de 2021, o Conselho da União Europeia impôs medidas restritivas contra Utkin e outros indivíduos associados ao Grupo Wagner. Em relação a Utkin, ele foi acusado de ser "responsável por graves abusos aos direitos humanos cometidos pelo grupo, que incluem tortura e execuções e assassinatos extrajudiciais, sumários ou arbitrários".

## Morte
De acordo com o Ministério das Emergências da Rússia, Utkin morreu num acidente de avião em 23 de agosto de 2023. O voo fazia a rota de Moscou para São Petersburgo, caindo no Oblast de Tver. Todas as 10 pessoas a bordo do avião morreram.
10 pessoas morreram no acidente, incluindo Utkin. Voavam em um Embraer Legacy 600.